# 英国二次脱欧公投请愿
英国二次脱欧公投请愿是一起英国去留欧盟公投结果出来決定脫欧后，留欧派要求再公投的一系列事件。最終導致2017年英國大選提前舉行。

## 简介
2016年6月，英国通过公投百分之五十二的选民支持脱离欧盟，但支持留欧的民众亦占百分之四十八，双方比例十分接近。随后，时任英国首相戴维·卡梅伦宣布辞职，欧盟多国也向英国施压要求其尽快脱离欧盟。然而，脱欧之后有关欧盟的的事情成为了部分英国人的热搜话题，部分“脱欧派”对他们的选择表示了后悔。
因部分英国民众不满这次公投的结果，在英国政府举办的请愿网站上发起请愿。希望英国议会重新考虑公投的有效性，进行二次公投。当地的民众表示:“我们呼吁政府采用这样的规则：在投票率不足75%的情况下，如果支持或反对脱欧人数少于60%，那么应该再举行一次公投”。然而，一些媒体认为，进行二次公投的可能性几乎为零。英国前首相卡梅伦在其卸任前表示：议会应该尊重公投结果，不会举行二次公投。截止2016年9月10日，共有4146756 人参与了这次请愿。面对这次请愿，英国政府给签署请愿书的人发送了一封电子邮件，表示这次公投是一场一个世代只有一次的公投，人民必须尊重公投结果，但因为这次请愿获得了超过10万签名，议会将考虑对此进行辩论

## 议会辩论
2016年3日。大量“留欧派”民众在伦敦等5个英国城市展开大规模集会游行，抗议英国脱离欧盟。有报道称在英国公投决定脱欧后的一个月就发生了超过6000起仇恨犯罪，从而引发了英国民众的担心与警惕。英国下议院在2016年9月5日对二次公投请愿展开了辩论，辩论中，支持举行二次公投的议员认为脱欧将影响英国经济且且带来大量的不确定性，而反对二次公投的议员则认为脱离欧盟将给英国带来控制边界、限制移民等一系列好处。然而，议会的这次辩论并不具有决定权。